# 波豆八幡神社
波豆八幡神社（はずはちまんじんじゃ）は兵庫県宝塚市にある神社である。千苅水源池の北岸に位置する。
本殿は国の重要文化財に指定され、境内の鳥居や石塔などは兵庫県の文化財に指定されている。

## 祭神
祭神は誉田別尊（ほむたわけのみこと、応神天皇）建御名方命、建姫宮命。

## 沿革
神社所在地一帯は多田源氏の荘園であった波豆庄で、源満仲の弟の源満政が八幡神の神託を受けて天延元年（973年）に創建したと伝えられる。現在の本殿は応永10年（1403年）に建立され、石造りの鳥居は応永32年（1425年の建立である。川辺郡波豆村の村社で、集落を見下ろす高台にあった。
昭和6年（1931年）に完成した千苅ダムにより、波豆集落は水没。参道下部も水没し、鳥居は移設された。元々の参道はダム湖（千苅水源池）からまっすぐに上ってきたが、現在の参道は裏を走る県道川西三田線から神社の境内を巡って正面にまわる。参道の貯水池に面する部分は石垣になり、手すりが設けられている。

## 社殿・境内
- 本殿 - 南(貯水池側)を向いて立つ。棟札により応永10年（1403年）の建立と判明する。正面柱間を3間とする三間社流造社殿で、屋根は杮葺とする。三間社流造本殿で建立年代が明らかなものとしては最古である。18世紀に一部後補されている[5]。本殿の正面に拝殿がある。
- 摂社 - 本殿の向かって右(東側)に諏訪社と厄神が並んで鎮座し、右後ろに金比羅社と岩清水が鎮座する。
- 鳥居 - 応永32年（1425年）の建立で「波豆石」と呼ばれた流紋岩製。本殿の正面の石段の下に南面して立つ。波豆石の採石場は約500m南にあったが現在は水没している[6]。

境内にある石塔群は、千苅貯水池に水没した金福寺跡から移設された。

## 文化財

### 重要文化財（国指定）

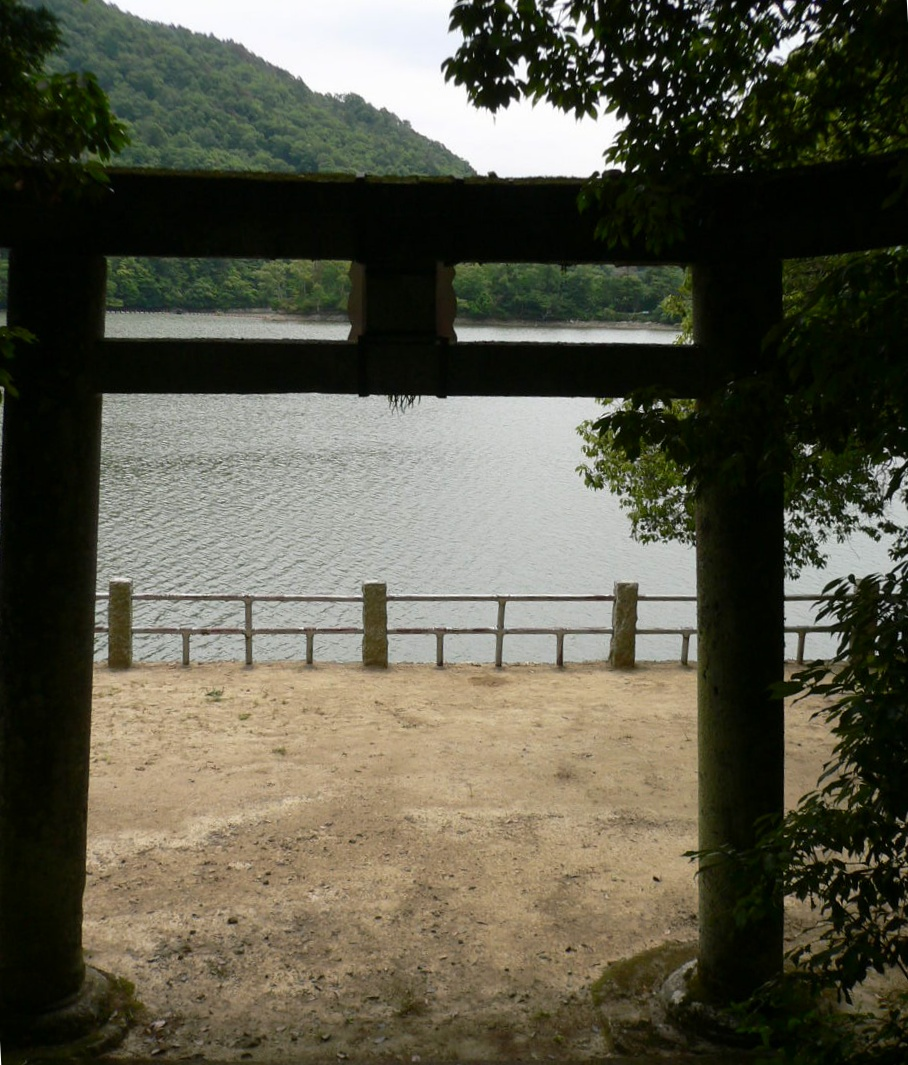
千苅水源地に面した鳥居

- 本殿 - 1950年に文化財保護法が施行される前は国宝(いわゆる旧国宝)であったため、地元では現在も「国宝波豆八幡」という看板が見られる。

### 兵庫県指定文化財
- 石造鳥居 - 応永32年（1425年）4月4日銘、波豆石製で高さが3.7m。完全で保存が良く石鳥居としては兵庫県で2番目に古い[7]。千苅ダムの嵩上げ工事（昭和4年-6年）の際に現在の位置に移設された[4]

### 金福寺跡より移転
大正の初め、千苅水源地を築造した際に水没する金福寺(当時既に廃寺)の境内にあった石造美術品を一括して現在の場所に移転した。

### 兵庫県指定文化財
- 三尊種子板碑 - 嘉暦3年（1328年）7月銘、波豆石製。地面からの高さ4m、幅82cm、厚さ24.5cmの自然石板碑[9]。石板碑としては全国で2番目の高さ[10]。
- 五輪塔 - 康永2年（1343年）3月3日銘、波豆石製。
- 宝篋印塔：県指定文化財。明徳2年（1391年）3月銘、波豆石製。
- 宝篋印塔 - 南北朝時代、波豆石製。形式や手法は上記明徳2年塔より古い[11]。

### 宝塚市指定文化財
- 笠塔婆塔身 - 室町時代中期、波豆石製。
- 宝篋印塔

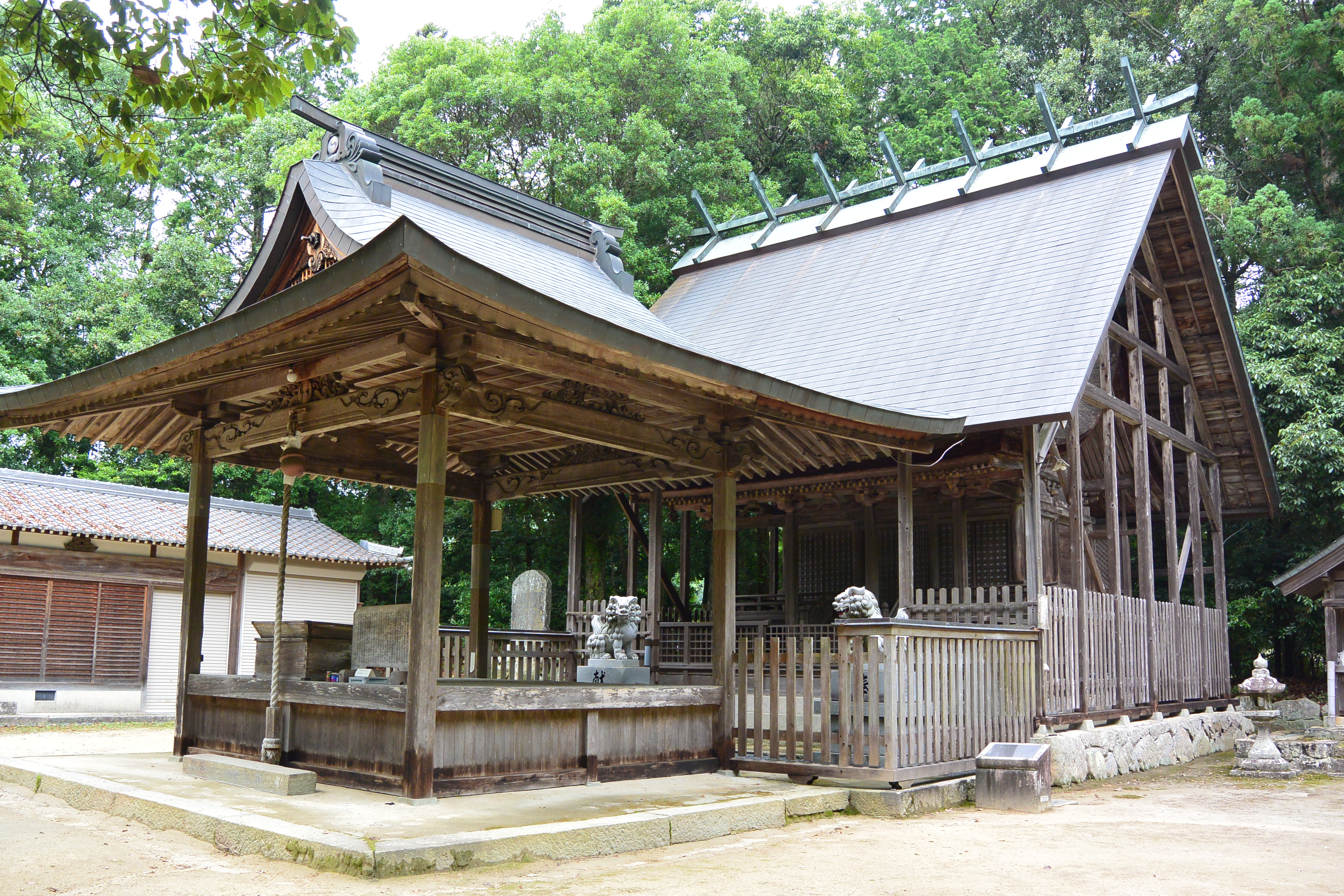
本殿(右奥)と拝殿(左手前)
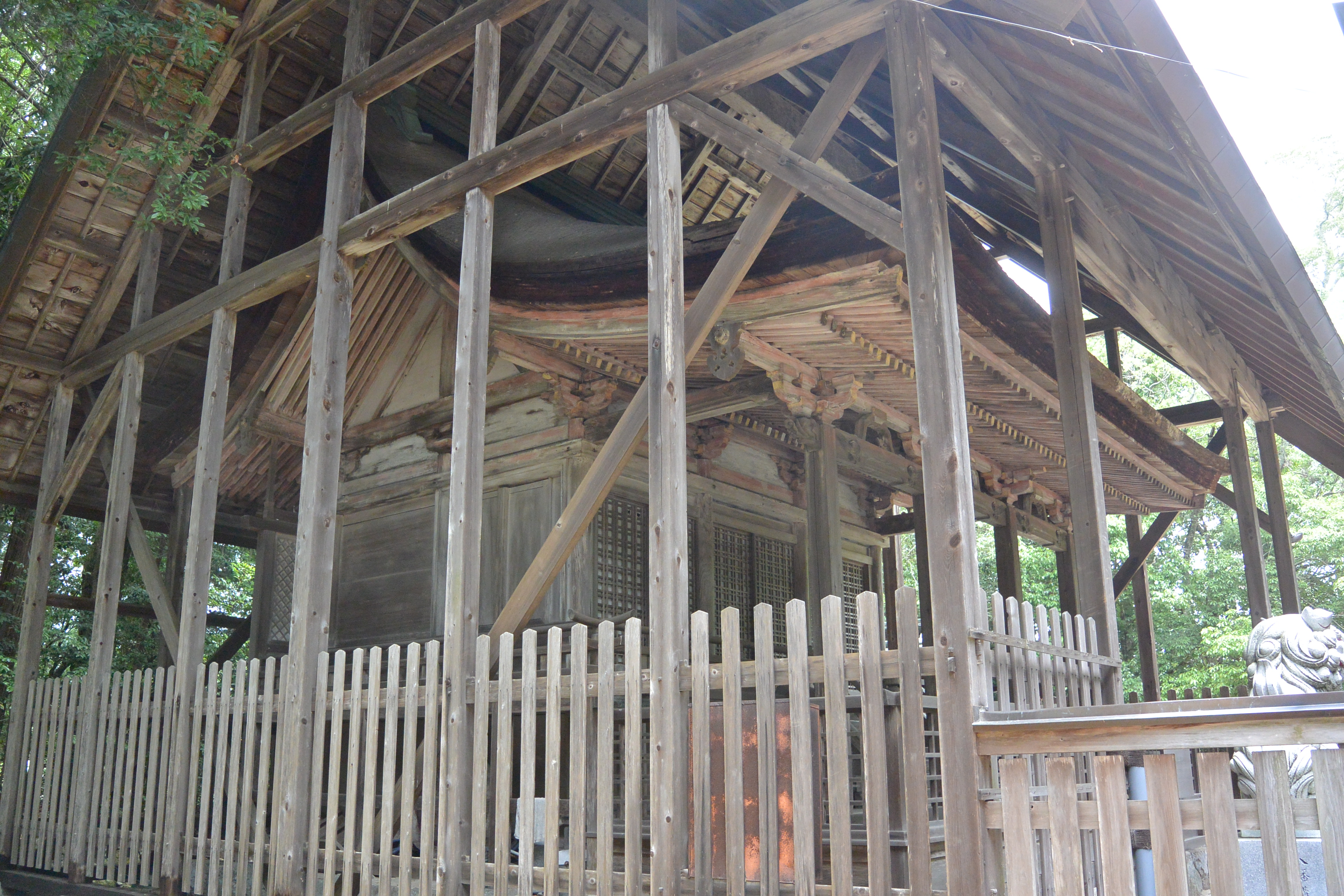
覆屋の下の本殿、三間社流造
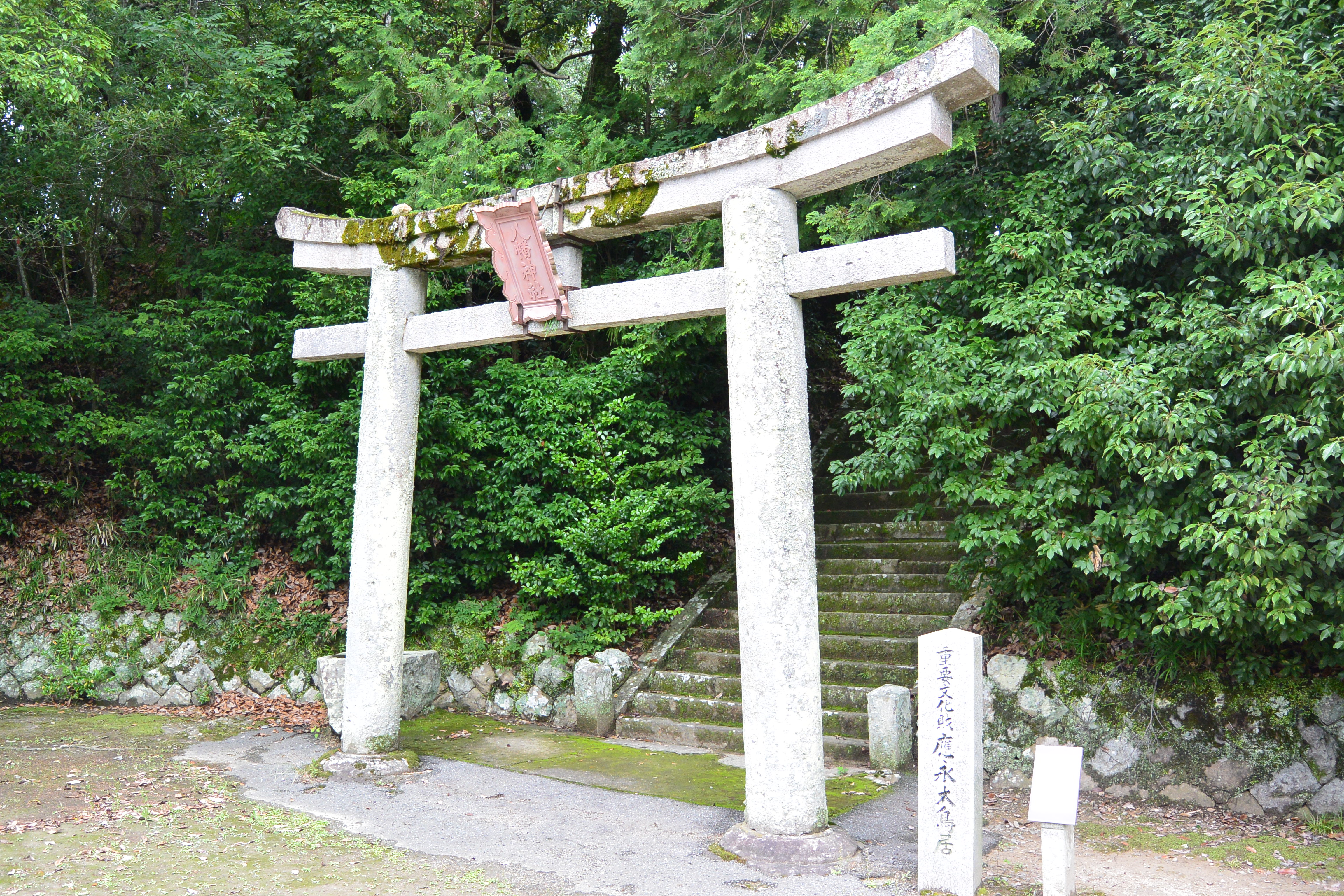
参詣道から見た石鳥居
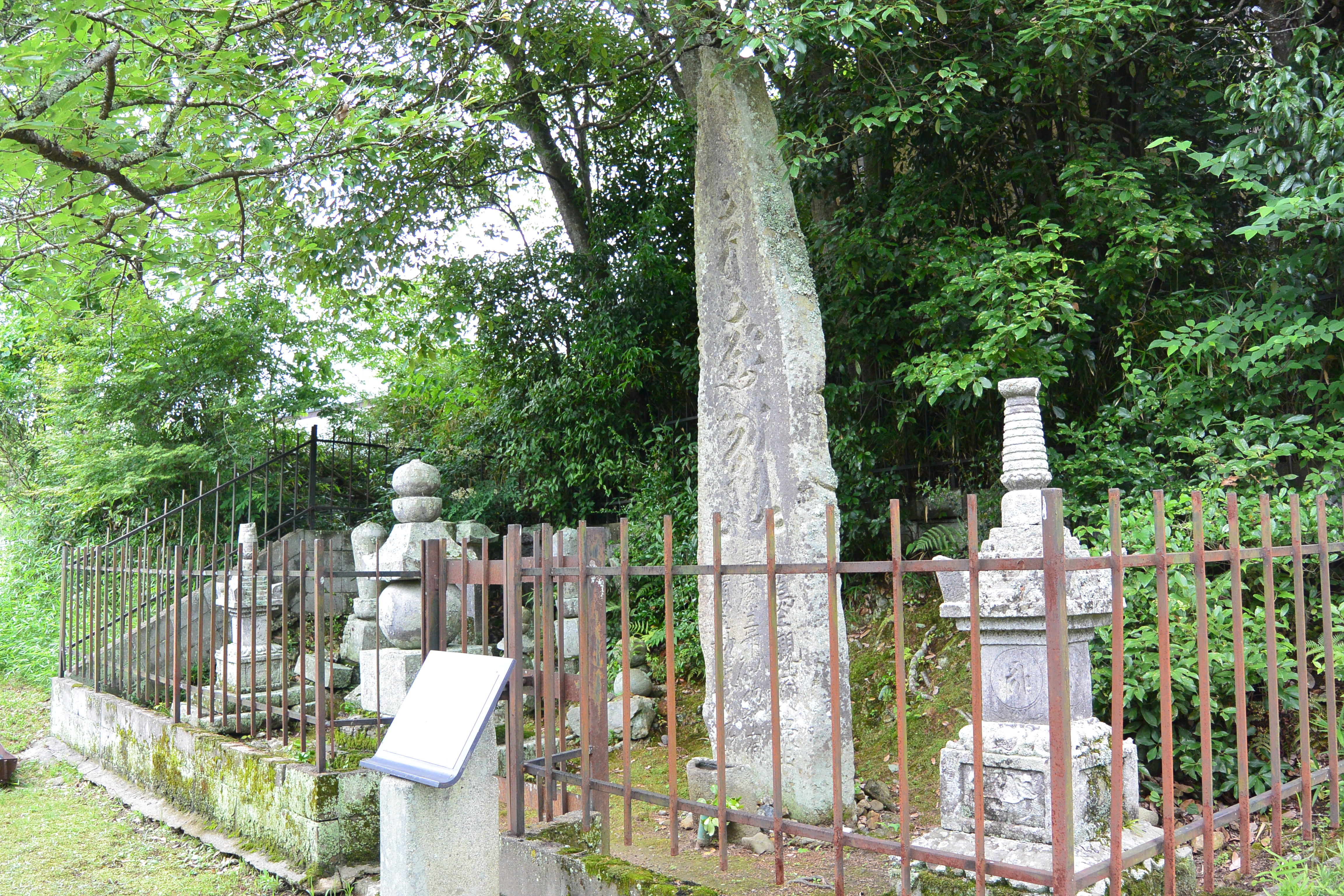
金福寺跡から移設された石造美術品群、高い石板碑と五輪塔、両端に宝篋印塔がある。
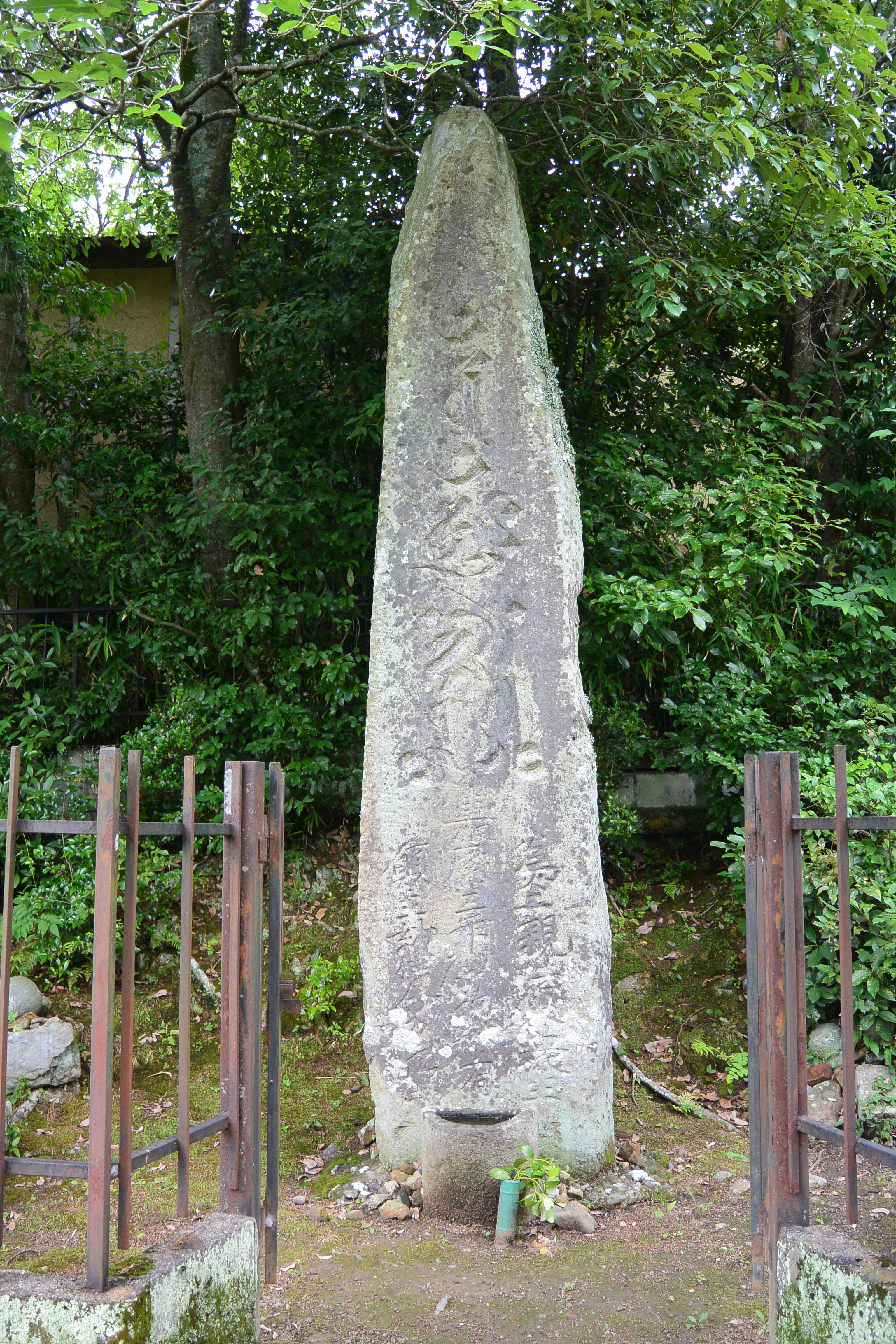
石板碑正面

## 所在地・交通
兵庫県宝塚市波豆字谷田東掛2
- 阪急田園バス2・3・4系統乗車、「波豆」下車徒歩5分